# Adolf Terschak
Adolf Terschak, známý též jako Adolf Teršák (6. dubna 1832 Praha - 3. října 1901 Vratislav), byl český flétnový virtuos a hudební skladatel.

## Život a dílo
Narodil se v Praze, ale dětství prožil v Sibiu v dnešním Rumunsku, později působil ve Vídni, Praze, Bukurešti, Linci a Vratislavi.
Studoval na konzervatoři ve Vídni, na flétnu jej učil hrát Franz Joseph Zierer a skládat hudbu Simon Sechter.
Po absolvování konzervatoře v roce 1852 Terschak absolvoval hudební turné do Švýcarska, Francie, Belgie a Nizozemska. V roce 1852 hostoval v Petrohradě a v roce 1856 v Moskvě. V letech 1876 a 1881 vystupoval v Norsku a za dílo Nordlands Bilder (Opus 164) byl oceněn Řádem svatého Olava. V roce 1878 hostoval v Anglii a poté žil nějakou dobu v Konstantinopoli a Mnichově. Na počátku 80. let 19. století koncertoval v Maďarsku, Rumunsku a na Blízkém východě.
Adolf Terschak podnikl dlouhé cesty po Rusku. V roce 1887 koncertoval v Dagestánu a na Kavkaze, v roce 1888 v Charkově a Tomsku. Následoval Irkutsk a koncem roku 1890 Vladivostok na cestě do Číny a Japonska. V Japonsku zůstal rok a půl a poté se v roce 1893 vrátil do Moskvy přes Vladivostok s koncerty v Blagověščensku, Nerchinsku a Irkutsku. Jeho sibiřská plavba vyvolala rozruch, informovaly o ni i londýnský deník The Daily News a americký deník The New York Times. Velký úspěch měly jeho vystoupení v Taškentu v dnešním Uzbekistánu. Během této cesty dostal zápal plic, takže se s velkými obtížemi dostal do Petrohradu a do Moskvy se vrátil až po několika měsících léčení. Nakonec odešel do Vratislavi, kde zemřel ve věku 69 let.
Adolf Terschak hrál na flétnu jednoduchého vídeňského systému, kterou pro něj vyrobila vídeňská firma Ziegler v roce 1850. V roce 1865 navštívil Theobalda Böhma v Mnichově a seznámil se s jeho flétnou, která byla založena na jiném systému vydávání zvuku.  V roce 1878 navštívil flétnovou dílnu Rudall & Carte v Anglii.
Adolf Terschak složil více než 200 skladeb salonní hudby pro flétnu, které podle Theobalda Böhma "nadělaly spoustu povyku pro nic a bylа to spíše prstová cvičení než skladby pro sólisty".  
Terschakovy virtuózní kusy využívali profesoři Ferdinand Büchner a Wilhelm Kretschmann k výuce svých magisterských studentů.
Terschakovy skladby často zařazovali do programů konzervatoře Vladimír Nikolajevič Cybin a Nikolaj Ivanovič Platonov.